# Інститут Пауля Ерліха
Інститут імені Пауля Ерліха (нім. Paul-Ehrlich-Institut, PEI) в Лангені (земля Гессен) — німецький федеральний інститут вакцини та біомедичних лікарських засобів, до 23 липня 2009 року офіційно називався федеральним відомством сироваток і вакцин. Інститут знаходиться в прямому підпорядкуванні Федерального міністерства охорони здоров'я Німеччини і носить ім'я німецького лікаря та нобелівського лауреата Пауля Ерліха.

## Завдання
Інститут Пауля Ерліха відповідає за порядок допущення медикаментів до застосування та здійснює державну перевірку вакцин і біомедичних препаратів перед їхнім застосуванням. З серпня 2004 року до завдань інституту належить також видача дозволів на проведення клінічних досліджень щодо тих медикаментів, якими вони опікуються.
До медичних препаратів, які оцінює Інститут Пауля Ерліха, належать:
- вакцини і сиворотки für Mensch und Tier,
- алергени,
- Моноклональні антитіла,
- медичні препарати з крові,
- медичні препарати для новітніх терапій (соматичні клітинні, генні препарати, продукти тканинної інженерії)
- Медичні препарати, які виготовлені або складаються з певної тканини (напр. рогівка).[5]

Окрім допущення медикаментів в обіг важливим завданням інститут є наукова експертиза. До центральних завдань інституту належать і наукові дослідження.
У липні 2005 року Всесвітня організація охорони здоров'я надала Інституту Пауля Ерліха статус "Коопераційного центру із забезпечення якості преппаратів крові та діагностики in vitro. У серпні 2013 року Інститут Пауля Ерліха одержав статус "Коопераційного центру Всесвітньої організації охорони здоров'я із стандартизації та оцінки вакцин.